# Love on Top
Singles de Beyoncé
Countdown
(2011) End of Time
(2012)
Love on Top est une chanson de la chanteuse américaine Beyoncé tirée de son quatrième album studio 4 (2011). Elle est écrite par Beyoncé, Terius Nash et Shea Taylor ; et la production est assurée par Beyoncé et Taylor. Beyoncé s'est inspirée de l'état d'esprit qu'elle avait quand elle a joué Etta James. Retournant à la musique des années 1980, cette chanson R'n'B up-tempo présente des styles semblables à Stevie Wonder, Luther Vandross, Anita Baker, Whitney Houston, Diana Ross et The Jackson 5. En incorporant quatre changements de tonalité, Beyoncé fait également sa plus haute note quand elle répète le refrain de la chanson vers la fin de la chanson. Elle chante à propos d'un homme à qui elle peut toujours faire appel, même après avoir affronté le chagrin et le dur travail pour enfin gagner son amour et son respect.
La composition musicale de Love on Top ainsi que le chant et la polyvalence de Beyoncé, surprennent les critiques. En juillet 2011, la chanson se classe à la troisième place durant trois semaines consécutives en Corée du Sud. Beyoncé chante également Love on Top aux MTV Video Music Awards 2011 et annonce sa grossesse à la fin de sa prestation. Cela cause l'essor de la chanson dans plusieurs classements dans le monde entier. Elle apparaît à la 75e place au Royaume-Uni et à la 14e en Nouvelle-Zélande. La chanson débute également en 20e position du classement américain Billboard Hot 100 et devient le second meilleur début de la carrière de Beyoncé en tant qu'artiste solo. Elle arrive à atteindre la 20e place en Australie et est certifiée disque de platine par l'Australian Recording Industry Association (ARIA).
Principalement inspiré par le travail du groupe américain, New Edition, le clip vidéo de Love on Top montre Beyoncé avec cinq danseurs en train d'interpréter une chorégraphie dans un studio de New York donnant sur l'Hudson River vers le New Jersey. Les critiques commentent généralement la simplicité de la vidéo, le changement de garde-robe à chaque changement de tonalité et l'exubérance juvénile de Beyoncé tout au long du clip. La chanson fait partie du programme de sa revue, 4 Intimate Nights with Beyoncé. Les critiques font remarquer que la chanson est encore plus impressionnante en live et que les quatre changements de tonalité au cours des deux dernières minutes de la chanson, quand elle est interprétée en live, reste une tâche difficile.

## Genèse et développement

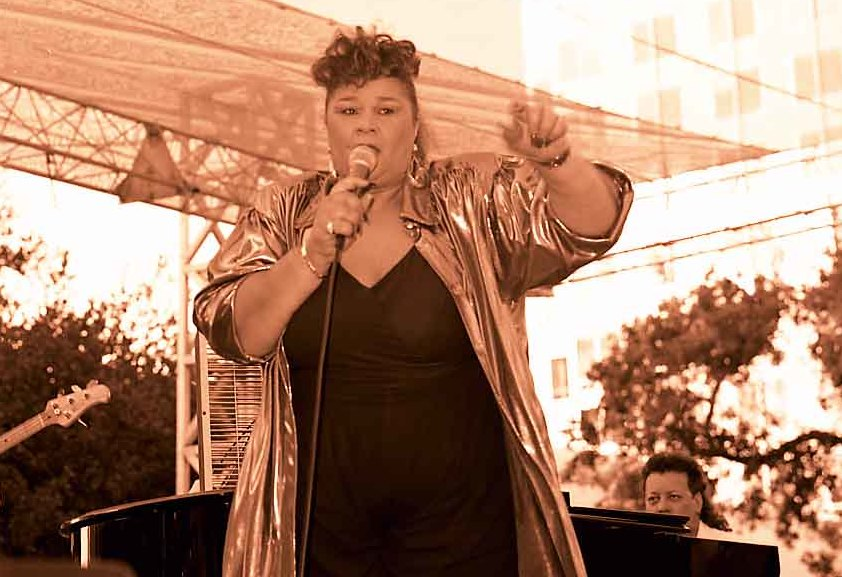
Jouer Etta James (photo) a motivé Beyoncé pour le développement de Love on Top.

Love on Top est écrite par Beyoncé Knowles, Terius Nash et Shea Taylor tandis que la production est assurée par Beyoncé et Taylor. Du 16 au 27 juin 2011, les chansons de 4 sont disponibles en écoute en entièreté une par une chaque jour sur le site officiel de Beyoncé, jumelé avec une photo accompagnant la chanson, tirée du livret de l'album et d'une citation. Le 26 juin 2011, Love on Top est la huitième chanson à être choisie. Dans cette citation, Beyoncé évoque l'inspiration de la chanson :

« Quand j'ai joué Etta James, j'ai appris sur moi-même le plus jusqu'à l'enregistrement de l'album. Quand je suis allée en studio, j'ai utilisé la même passion, honnêteté et approche avec ma voix en la canalisant comme Etta James. Ça ne ressemble pas à ma voix sur les précédents albums. C'est beaucoup plus brut. Ça provient d'un endroit plus profond. »

Beyoncé, qui avait repris At Last qui est une chanson initialement enregistrée par James, joue l'artiste dans le biopic musical, Cadillac Records. Elle remporte des critiques élogieuses pour son rôle de James. Beyoncé déclare au magazine Billboard : « J'ai réalisé que Etta James était tellement convaincue, audacieuse et forte que jouer son rôle était un gros risque pour moi. Cela m'a donné la confiance et m'a poussée à me mettre au défi un peu plus avec ma musique. ».

## Composition
Love on Top est une chanson R'n'B up-tempo perçue comme une version moderne de musique old school,,. Elle présente également des éléments de retro-soul, de la pop des années 1980, du funk, et du disco classique des années 1970, comme le déclare Joanne Dorken de MTV UK et Cameron Adams de Herald Sun,. Selon Eric Henderson de Slant Magazine, Love on Top est un « hommage lumineux, enjoué à la fraîcheur du milieu des années [19]80, un pré-new-jack-FM R'n'B rappelant une Whitney Houston pré-crack et une Anita Baker pré-folle. ». Il note également que la chanson est le « jumeau parfait et totalement inversé » d'une autre chanson de 4, Rather Die Young. Les éléments rétro de Love on Top sont en outre illustré par l'utilisation de claquement de doigts, une basse groove « déformée » et un fusionnement de cors d'harmonie ainsi que des harmonies douces, particulièrement dans le pont et le refrain de la chanson,,. Elle est complétée au niveau des instruments par une ligne de basse énorme, des synthétiseurs, des batteries tribales, un piano arena-rock, une guitare, un saxophone nerveux, et quelques chœurs,,. Rich Juzwiak de Village Voice compare Love on Top à You Can't Change That de Raydio de 1979 et Mr. Telephone Man des New Edition de 1984. Priya Elan de NME note que Love on Top fait écho à Whoops Now de Janet Jackson de 1995, Dancing On The Ceiling de Lionel Ritchie de 1986 et le thème de Mes deux papas (My Two Dads).
Selon la partition numérique publiée sur musicnotes.com par EMI Music Publishing, Love on Top est écrite dans la tonalité de Do majeur avec un métronome de 94 battements par minute. La gamme vocale de Beyoncé s'étend de la plus basse note, le la♭3, à la plus haute, le Si5. Love on Top est définie comme « à la fois une chanson d'amour douce et une expression du girl power » pour Georgette Cline de AOL Music. Genevieve Koski du A.V. Club et David Amidon de PopMatters note que Love on Top comprend des « paroles matures » avec une Beyoncé qui a une « consonance vocalement vertigineuse et agressive tout en dépeignant le message »,. Lyriquement, la chanson comprend Beyoncé en protagoniste féminine qui exprime son bonheur qu'elle éprouve en ayant son amoureux dans sa vie. « Le synth-soul langoureux et très slow permet une tonalité agréablement euphorique » avant que Beyoncé carillonne avec « Amène le rythme ! » pour introduire « une interlude pop des milieu des années [19]80 du milieu de l'album », comme le déclare Andy Gill de The Independent ainsi que Hamish MacBain de NME,.
Rich Juzwiak trouve Beyoncé « extatique et hyperactif » quand elle change de tonalité quatre fois durant la chanson entière. Comme le déclare Scott Shetler de PopCrush, Beyoncé chante constamment les louanges de son amoureux dans le premier couplet où elle lui envoie également en apparence subtilement des piques car il lui a pas donné toute son attention dans le passé, cela est illustré par des paroles comme « [...] après avoir combattu à travers mes peurs [...] finalement tu m'a passé en premier. ». Le refrain, complété par des harmonies douces en soutien, arrive alors, avec Beyoncé chantant « Bébé c'est toi, tu es celui que j'aime / Tu es celui dont j'ai besoin / Tu es le seul que je vois / Viens bébé c'est toi / Tu es le seul qui me donne tous / Tu es le seul que je peux toujours appeler / Quand j'ai besoin de toi pour faire quelque chose, tu t'arrêtes / Enfin, tu mets mon amour au sommet ». Le refrain porte les deux dernières minutes de la chanson à travers quatre changements de tonalité. Ceci est souligné par Henderson qui écrit que « l'esprit porte à la fois sur elle et la chanson dans un apogée rappelant Stevie Wonder avec les changements de tonalité qui ne cesse d'augmenter ». De cette façon, le mot « bébé » est dit 24 fois tout au long de la chanson. Dès que les synthétiseurs se retiennent, la chanson se termine presque instantanément.

## Réception critique
Love on Top est acclamée par les critiques musicaux qui apprécient l'ambiance des années 1980 et la comparent aux chansons de plusieurs artistes de cette époque dont Stevie Wonder et Whitney Houston. Rich Juzwiak du Village Voice louange la chanson comme « facile à écouter/facile à danser avec une ambiance boogie ». Genevieve Koski du A.V. Club voit Love on Top comme une exception dans l'album, l'appelant « une mélodie accrocheuse à la première écoute avec un style enjoué, rétro-soul ». Matthew Horton de BBC plaisante sur l'apogée de la chanson, en déclarant que l'album 4 « est nommé d'après les quatre changements de tonalité à la fin avec le refrain vacillant de Love on Top pour enfoncer le clou ». Greg Kot du Chicago Tribune salue la chanson pour avoir mis un « rebond » à la démarche de Beyoncé. De même, Matthew Perpetua de Rolling Stone appelle Love on Top une explosion où Beyoncé a créé une version moderne d'une old-school Whitney Houston. Hamish MacBain de NME favorise le style up-tempo de la chanson, en déclarant qu'il est bien nécessaire après l'« abondance de ballades » de la première moitié de l'album. Priya Elan du même magazine observe que les « paroles donnent le sourire à 100 watts ». Affirmant que Love on Top rappelle le R'n'B des années 1980, Erika Ramirez du magazine Billboard félicite la chanson comme une « chanson d'amour paradisiaque, parfait pour être escamoté loin. ». Spence D. de IGN commente la « disposition joyeuse » de Beyoncé et les « cors agressifs » va rappeler aux auditeurs que du « sacré bon » R'n'B du milieu des années 1980 existe. Tout en incluant la chanson comme quelque chose qu'il « faut entendre » de l'album, Andy Gill de The Independent appelle Love on Top « une petite note au génie novateur de Stevie Wonder ».
Eric Henderson de Slant Magazine donne également à Love on Top un avis positif en favorisant « l'esprit joyeux contagieux » de la chanson et la compare au style de Stevie Wonder, Anita Baker et Whitney Houston. Il complimente aussi le fait que les différents changements de tonalité tout au long du titre « fait sortir Beyoncé de sa gamme de grommellements et elle entre dans quelques cris soprano d'une jeune fille conquérante. ». De même, Joey Guerra du Houston Chronicle observe que Love on Top est un « fouillis rebondissant » où se trouve Beyoncé dans un « mode diva qui se sent bien ». Il ajoute que ça aurait pu être relevé sur les premiers albums de Natalie Cole, Whitney Houston ou Mariah Carey. Guerra conclut en disant que Beyoncé « a rarement semblé aussi charmante, même si elle s'élève à travers plusieurs changements de tonalité ». Ricky Schweitzer de One Thirty BPM déclare que Love on Top rappelle instantanément Michael Jackson et Janet Jackson ainsi que Stevie Wonder et favorise les nombreux changements de tonalité de Beyoncé vers la fine de la chanson, en écrivant :

« Love On Top utilise un rythme similaire [à Party], bien qu'au niveau de la tonalité, cette piste rappelle plus immédiatement du Michael et du Janet Jackson ainsi que du Stevie Wonder. Ce retour en arrière pétillant échappe à la ringardise pour se délecter de sa pure joie et ainsi, devenir un des moments forts de l'album. Les nombreux changements de tonalité qui inondent la fin de la chanson pourrait sembler masturbatoires mais Beyoncé est la preuve qu'elle peut chanter aussi haut que Mariah [Carey] ou Whitney parce que nous lui faisons confiance pour ça. C'est l'énergie et non pas l'ego qui anime la progression qui augmente constamment. »

Becky Bain de Idolator voit la chanson comme « un ton joyeux qui se double d'une époque plus simple » et ajoute que l'énergie de Beyoncé est « contagieuse ». Conrad Tao de Sputnikmusic montre son favoritisme envers Love on Top, en écrivant: « [...] comme elle se force elle-même dans une gamme haute rarement utilisée, elle fixe une catharsis idéale pour les passions sexuelles en plein essor des deux premiers tiers de l'album » et décrit le résultat comme « absolument superbe ». Melinda Newman de HitFix commente « le vivaneau de doigts mid-tempo, mélancolique, exubérant, Love On Top est délicieusement ensoleillé et doux. ». James Reed de The Boston Globe écrit que « Love on Top sonne comme le jolie chose jeune de P.Y.T. de Michael Jackson qui grandit pour faire une suite à ce hit de 1983. ». De même, Joanne Dorken de MTV UK qui décrit Love on Top comme « « disco classique » criant, entraîant, [étant] plus uptempo et différent du reste de l'album », conclut que la chanson montre la « polyvalence » de Beyoncé et qu'elle est « très Jackson 5 ». Ben Cardew de Music Week déclare que Love on Top est estivale et « décontractée, plutôt que massivement immédiate ». Cependant, il ajoute qu'il se révèle être un grower car « les changements de tonalité augmentent progressivement dans le dernier tiers » et écrit ensuite que la voix de Beyoncé est « particulièrement impressionnante ». Un avis mitigé vient de Adam Markovitz de Entertainment Weekly, qui compare le travail de Beyoncé sur Love on Top à celui des idoles passés comme Luther Vandross et Diana Ross, mais estime que le timbre éclipse le style de Beyoncé, qui déclare « elle se perd dans les ombres de ses idoles enveloppées de polyester ».

### Reconnaissance
James Montgomery de MTV News place Love on Top à la neuvième place de sa liste des 25 meilleures chansons de 2011. Il appelle la chanson « un fouillis qui nous ramène en arrière », au matériel d'ancien R'n'B de Beyoncé, en déclarant que « [c'est] grand, osé, cuivré et heureux, [et] il représente tout ce que B[eyoncé] visait pour son album 4 ». Montgomery note également que la chanson est un « sauveteur absolu » et « comme c'est le cas avec tous ses meilleurs morceaux, Beyoncé donne une raclée ici ». Les journalistes de Slant Magazine classe Love on Top comme la 24e meilleure chanson de l'année, avec Eric Henderson qui commence que « quelque part entre les ballades abondantes de [4] et ses quelques pistes pour danser en hyperventilation, Beyoncé établit un équilibre parfait avec cet hommage midtempo enjoué aux années 1980 ».

## Ventes
Pendant la semaine du 26 juin au 2 juillet 2011, Love on Top débute dans le South Korea Gaon International Singles Chart à la troisième place, en se vendant à 89 942 exemplaires numériques. Love on Top reste à la troisième position durant sa deuxième et troisième semaine en étant respectivement téléchargé 52 462 fois puis 42 261 fois,. La chanson reste dans le top dix du classement durant cinq semaines consécutives.
Après que Beyoncé a chanté Love on Top lors des MTV Video Music Awards 2011, la chanson entre dans le top cinq de l'iTunes Store aux États-Unis. Gil Kaufman de MTV News ajoute que ses ventes ont augmenté de 221 %. Même si elle n'est pas un single officiel, elle devient la chanson la mieux classée de 4 dans l'iTunes Store américain. Finalement, dans la semaine finissant le 10 septembre 2011, Love on Top débute à la 135e place du classement américain Hot Digital Songs et se classe finalement à la 22e place du classement américain Bubbling Under Hot 100 Singles. La semaine suivante, la chanson monte en flèche en se plaçant à la 10e position du classement Hot Digital Songs chart en se vendant à 113 000 exemplaires numériques. Keith Caulfield du magazine Billboard rapporte que ses ventes numériques ont augmenté de 803 %. Cela permet le début de Love on Top à la 20e place du classement américain Billboard Hot 100 du 17 septembre 2011. Le début dans le Hot 100 de Love on Top devient la seconde meilleure entrée de Beyoncé parmi ses 29 entrées dans le classement pendant sa carrière solo avec seulement Ring the Alarm qui avait commencé plus haut, à la 12e position en 2006. Durant la même semaine, la chanson débute à la 85e place du classement Hot R&B/Hip-Hop Songs. Pendant la semaine se terminant le 29 octobre 2011, Love on Top débute à la 36e place du classement airplay BDS Urban AC National en ayant amassé 106 spins dont 55 en 7 jours. Nielsen Broadcast Data Systems rapporte que 18 stations de radio urbaines ont ajouté la chanson à leurs playlists. Le titre a atteint au maximum la 12e place du classement airplay BDS Urban AC National en ayant amassé 909 spins qui se sont traduits en 6,143 millions d'impressions d'auditeurs pour la semaine se terminant le 10 décembre 2011. Love on Top atteint également la 1e place du classement Hot R&B/Hip-Hop Songs pendant 4 semaines consécutives.
De même, grâce à la prestation en direct, Love on Top débute à la 65e position dans le classement Canadian Hot 100 du 17 septembre 2011. La chanson entre également à la 75e place du UK Singles Chart et à la 23e place du classement britannique R'n'B le 4 septembre 2011,. Il débute à la 14e position du classement néo-zélandais des singles le jour suivant. Après avoir chuté à la 39e place la semaine suivante et être remonté à la 34e position dans sa troisième semaine dans le classement néo-zélandais, Love on Top quitte le classement le 26 septembre 2011. Toutefois, la chanson ré-entre dans le classement à la 40e place le 24 octobre 2011 après la première de son clip vidéo. En Irlande, Love on Top fait ses débuts à la 47e position le 8 septembre 2011. La chanson entre également à la 40e place dans le classement australien des singles le 12 septembre 2011. La semaine suivante, il prend la 32e position du classement et il débute à la neuvième place du classement urbain. Durant la même semaine, Love on Top est la chanson la plus ajoutée dans les radios en Australie. Il atteint ensuite la 20e place du classement australien et la quatrième place du classement urbain,. La chanson est certifiée disque de platine par l'Australian Recording Industry Association (ARIA) pour 70 000 exemplaires numériques vendues. Après avoir été annoncé comme single au Royaume-Uni, Love on Top ré-entre dans le UK Singles Chart à la 154e place le 13 décembre 2011 et avance à la 87e position la semaine suivante. Il passe également de la 63e à la 38e place dans le classement britannique R'n'B. Le 4 décembre 2011, Love on Top passe de la 54 à la 28e place dans le UK Singles Chart et de la 16e à la neuvième position dans le classement R'n'B,.

## Clip vidéo

### Genèse et synopsis
Un extrait du clip vidéo de Love on Top est diffusé dans l'émission télévisée australienne, Sunday Night, le 9 octobre 2011. Les images montrent Beyoncé dans un justaucorps noir, des bas, des baskets à empeigne élevé et une casquette militaire ornée d'une médaille. Avec ces cinq danseurs, ils effectuent une chorégraphie dans un studio de luxe au dernier étage qui surplombe New York,. L'extrait est inspiré du clip vidéo de If It Isn't Love du groupe américain New Edition. La vidéo en intégralité est initialement censé être diffusée pour la première fois le 17 octobre 2001 dans le Today Show australien. Toutefois, la date de sortie est avancée et la vidéo sort le 16 octobre 2011 à la place. Le même jour, Beyoncé poste la déclaration suivante à propos de la vidéo sur son site officiel :

« Je suis ravie de donner à mes fans australiens la première mondiale de Love On Top ! Merci pour l'accueil incroyable de la chanson dans les radios. J'ai travaillé très dur sur cette vidéo, cette chanson est spéciale pour moi et j'ai eu une idée pour la vidéo, basée sur certains de mes groupes masculins favoris. Je me rappelle avoir vu des New Edition, des Jackson 5 et des Temptations, des groupes que j'adore pour leurs belles harmonies et leurs chorégraphies précises et j'ai toujours cherchée à faire une vidéo et faire partie moi-même d'un groupe masculin. C'était tellement amusant. J'ai mis mon cœur et mon âme dans Love On Top et j'espère que vous aimez. »

Même si la chanson dure 4 minutes et 27 secondes, la vidéo entière dure seulement 3 minutes et 17 secondes car le deuxième couplet de la chanson a été omis de la vidéo. Erika Ramirez du magazine Billboard et Melissa Maerz de Entertainment Weekly souligne que le fait que Beyoncé porte différentes tenues y compris la robe qu'elle a portée durant sa prestation lors des MTV Video Music Awards 2011,. Le clip commence avec Beyoncé dans une tenue décontractée qui danse en même temps que ses danseurs qui se sont également des vêtements décontractées et des Nike Dunks avec un empeigne élevé. Portant un justaucorps noir avec des bas noir, on voit Beyoncé sur un plan de jeu de jambes avant de commencer la chanson. Vers le milieu du clip, les images changent soudainement en passant à la nuit avec des lumières éclairant Beyoncé, dans le studio, habillé dans des différents looks formels, dont un tailleur-pantalon doré, un costume blanc et un smoking complet avec queue de pie, un chapeau haut de forme et canne. La chorégraphie, ici, ressemble à celle des groupes masculins des années 1960. Le changement de tenue correspond en fait à chaque changement de tonalité sauf pour la dernière. La vidéo se termine avec Beyoncé criant « coupez ! » et le plan revient à eux en train de répéter.

### Réception
Alex Young de Consequence of Sound salue la simplicité du concept en ajoutant qu'il coûte « plus d'argent que votre fortune de votre vie entière. ». Ce fut en quelque sorte repris par Andrew Martin de Prefix Magazine qui trouve la vidéo « super-simpliste mais efficace. ». Sarah Fitzmaurice de Daily Mail donne également un avis positif à la vidéo en vantant son concept simple et énergique qui est accompagnée par les « tenues farouches ». Un journaliste de OK! compare la vidéo avec le travail de Will Smith dans Le Prince de Bel-Air en ajoutant que Beyoncé « a retourné aux basiques de la vidéo. ». Un rédacteur du Huffingtion Post appelle la vidéo un « regard neuf sur un classique de New Edition » et conclut qu'elle est « beaucoup plus simple qu'il n'y paraît ». Lisa Potter de Marie Claire complimente également l'énergie et le personnage de Beyoncé dans la vidéo, en écrivant, « La superstar enceinte exécute une autre prestation énergique dans la vidéo, exhibant sa silhouette fabuleuse dans un justaucorps noir étrique complété avec une casquette militaire fétiche avec des baskets Isabel Marant, avant de changer en une série de costumes sur mesure. ». Jenna Hally Rubenstein de MTV Buzzyworthy écrit que la vidéo est similaire à l'ère Dangerous de Michael Jackson en ajoutant, « Alors que certains pourraient dire que le concept basique de la vidéo de Beyoncé Love On Top est trop simple, nous pensons en fait que c'est incroyable – laissez juste Beyoncé chanter, danser, avec un look impeccable et porter un joli chapeau ! Qu'est-que les gens ont besoin d'autre ?! ». Un rédacteur du Sun écrit que Beyoncé utilise « une formule old school formular » pour la vidéo de Love on Top avec l'aide de ses mouvements chorégraphiques.
Comparant la vidéo avec l'œuvre de Stevie Wonder, Matthew Perpetua de Rolling Stone écrit, « comparé à la hyper-stimulation sensorielle exagéré de Countdown, le clip de Love On Top est très simple et direct, avec la chanteuse chantant avec des choristes et des danseurs dans une chambre d'appoint. Pourtant, elle change de tenue à chaque changement de tonalité quand la chanson atteint son paroxysme euphorique. ». De même, Leah Collins du magazine Dose écrit, « Les mouvements chorégraphiques new jack swing et les changements de tenues sont à peu près au centre de celle-ci (la vidéo). [...] Pourtant, Beyonce révèle un talent que nous n'avons jamais connu d'elle : la capacité de changer de costumes à chaque fois qu'elle change de tonalité. (Cela, il s'avère, est une bonne chose. C'est un pantalon de dictateur africain dans la première scène ? Peut-être que nous sommes les seuls, mais nous nous avons pas sentis le chic de Idi Amin cette saison.) ». Georgette Cline de The Boombox trouve des similarités entre la vidéo de Love on Top et des vidéos plus anciennes que Beyoncé a faites avec les Destiny's Child tandis que Sarah Anne Hughes du Washington Post appelle la vidéo fantaisiste et un « hommage évident à If It Isn’t Love des New Edition ». Un avis plus mitigé est donné par Amanda Dobbins du magazine New York qui écrit que « la vidéo ne fera rien pour réduire au silence les théoriciens des plagiats de Beyoncé ou sur la conspiration autour de son ventre de femme enceinte ; la première vidéo emprunte une ancienne vidéo des New Edition et la chose entière a été clairement filmé avant que son ventre de femme enceinte commence à être vu. ». Cependant, elle ajoute, « Pourtant, Vulture salue toute engagement artistique que requiert un changement de costume à chaque changement de tonalité. ».

### Réactions des New Edition
Après la sortie de l'extrait, Michael Bivins des New Edition dit à Theybf.com, « Quand j'ai vu Beyoncé aux MTV Awards dans la veste à paillettes cette année et avec les danseurs dans des positions de groupes R'n'B, j'ai su alors qu'elle montrait son amour à NE! Le teaser de la vidéo était la seconde partie... la référence à la vidéo classique de If It Isn't Love. ». Après las sortie de la vidéo complète, Johnny Gill raconte au magazine S2S qu'il considère la vidéo de Love on Top comme un hommage et que Beyoncé ainsi que ses danseurs ont fait un grand travail en capturant l'essence de New Edition. Pour lui, c'est pourquoi « elle est une des plus grandes interprètes live. » Il poursuit en disant, « [La vidéo] est vraiment cool. Nous n'avons plus Michael Jackson mais je pense qu'elle est une bête pour commencer. C'est un tel honneur d'avoir quelqu'un qui savait, et sait, son histoire et d'être conscient de là où tout a commencé ».

## Interprétations en direct
Beyoncé interprète Love on Top en direct pour la première fois le 14 août 2011 durant son 4 Intimate Nights with Beyoncé qui a lieu au Roseland Ballroom à New York. Portant une robe dorée, elle interprète la chanson en face de 3 500 personnes et elle est entourée de son groupe entièrement féminin et ses choristes, intitulés les Mamas. Pour cette interprétation, Love on Top a eu une « refonte uptempo » et finalement tout le monde a « bougé sur les [synthétiseurs] entraînants » comme le déclare Mike Wass de Idolator. Wass écrit également que Love On Top est un des moments forts de la revue. Jon Caramanica du New York Times fait de Beyoncé une critique élogieuse en remarquant les interprétations de « pistes outsiders » comme Party et Love on Top. Jody Rosen de Rolling Stone complimente également l'interprétation par Beyoncé de la chanson en saluant la manière dont elle a tourné « le groovy Love on Top dans un showcase soul vintage, en tombant à genoux pour déclencher des mélismes en haut de sa tessiture vocale. ». Jozen Cummings du Wall Street Journal commente que « l'accent étais mis sur sa voix [sur] Love on Top [...] elle change de tonalité quatre fois — impressionnante sur l'album mais encore plus en personne. ». Yolanda Sangweni du magazine Essence déclare que le fait que Beyoncé passe par quatre changements de tonalité est « tout un exploit pour n'importe quelle chanteuse. ».

Beyoncé chantant durant le 4 Intimate Nights with Beyoncé.

Lors des MTV Video Music Awards 2011, Beyoncé interprète Love on Top après avoir annoncé sa grossesse sur le tapis noir, environ une heure avant d'aller sur la scène. Avant de commencer sa prestation en direct, elle dit au public : « Ce soir, je veux que vous vous leviez pour être debout, je veux que vous sentez l'amour qui grandit à l'intérieur de moi », donnant une indication sur l'information qu'elle avait suggéré sur le tapis noir. Elle est sur la scène dans « une veste pailleté de smoking violette, un pantalon noir et une chemise de smoking blance, en train de balancer sa férocité sur des talons de quinze centimètres de haut, enceinte ou pas » comme le déclare Gil Kaufman de MTV News. Quand elle est en train de chanter, ses cheveux blonds dans le vent, et entouré par six danseurs habillés avec des smokings chatoyants similaires, Beyoncé donne un nouveau sens aux paroles : « Maintenant tout le monde me demande pourquoi je suis souriante de l'oreille à l'autre. ». Elle danse au minimum durant la plupart de la chanson et en se tient au pied de son micro, tout en chantant Love on Top. Finalement, elle avance jusqu'au bord de la scène et en s'agenouillant, elle encourage le public à taper dans les mains. Beyoncé termine sa prestation en laissant tomber son micro, en ouvrant sa veste, en caressant son ventre et en annonçant sa grossesse au monde entier.
Décrivant Beyoncé comme « une vétérane de la scène des VMA stage », Kaufman écrit que « le public a clairement senti l'amour aussi » et salue la manière dont la chanteuse « [était] un peu sauvage comme elle a mené le refrain maison avec un peu de sa signature. ». Les journalistes de The BoomBox de AOL commentent que les paroles de la chanson ont un sens « particulièrement significatif » pour annoncer sa grossesse au monde entier. Les journalistes de Rolling Stone définit cette interprétation comme « spectaculaire » tandis que Todd Martens du Los Angeles Times l'appelle « vibrante ». Accordant à la prestation un B+, Claire Suddath du magazine Time déclare que « cette offre de la reine en titre de la musique pop est relativement édulcorée et pourtant elle paraissait encore et elle sonnait mieux que presque tout le monde lors de la cérémonie. ». De même, Darren Franich de Entertainment Weekly écrit que « Si vous deviez choisir un moment marquant, ce serait le ventre avec un bébé de Beyoncé. L'interprétation de la diva de Love on Top n'aurait pas été sa meilleure prestation aux VMA mais on ne peut pas nier le pic d’électricité dans la salle quand elle a fini sa chanson en relevant fièrement son ventre de femme enceinte. ». Un critique du magazine Essence conclut que « L’interprétation [de Beyoncé] de Love on Top lors des VMA 2011 [...] sera sûrement un des moments les plus mémorables de l'année dans la culture pop ». les journalistes de MTV News placent cette prestation à la quatrième place de leur liste des « meilleurs pretation en direct MTV de 2011 ». Ils affirment que Beyoncé était dans un « mode typiquementpical Sasha Fierce » tandis que sa prestation est décrite comme « bouillante ».

## Crédits et personnel
Les crédits de la chanson sont tirés du livret de 4.
| - Beyoncé Knowles : chant, productrice, auteur-compositeur - Alex Asher : trombone - Nikki Gallespi : batterie - Serban Ghenea : mixage - John Hanes : ingénieur mixeur - Cole Kamen-Green : trompette - Terius "The-Dream" Nash : auteur-compositeur - Drew Sayers : saxophone baryton, ténor | - Phil Seaford : assistant ingénieur mixeur - Robert "R.T." Taylor : guitare - Shea Taylor : producteur, auteur-compositeur, saxophone alto - Pat Thrall : guitare - Nick Videen : saxophone alto, ténor - Pete Wolford : assistant ingénieur du son - Scott Barnett : assistant ingénieur du son - Josiah Woodson : trompette - Jordan "DJ Swivel" Young : enregistrement |

## Classements et certifications
| Classement (2011-2012)             | Meilleure position |
| ---------------------------------- | ------------------ |
| Australie                          | 20                 |
| Australie (Urban)                  | 4                  |
| Belgique (Néer.)                   | 3                  |
| Belgique (Fr.)                     | 2                  |
| Canada                             | 65                 |
| Pays-Bas (Top 40)                  | 23                 |
| Irlande                            | 21                 |
| Italie                             | 18                 |
| Japon (Hot 100)                    | 85                 |
| Nouvelle-Zélande                   | 14                 |
| Slovaquie (Airplay)                | 72                 |
| Portugal (Sonnerie)                | 21                 |
| Corée du Sud (International)       | 3                  |
| Royaume-Uni                        | 13                 |
| Royaume-Uni (R'n'B)                | 6                  |
| US Billboard Hot 100               | 20                 |
| US Billboard Hot R&B/Hip-Hop Songs | 1                  |
| US Billboard Hot Dance Club Songs  | 1                  |
| US Billboard Hot Adult R&B Airplay | 1                  |

| Pays          | Certifications |
| ------------- | -------------- |
| Australie     | 2 × Platine    |
| Italie (FIMI) | Or             |
| Royaume-Uni   | Argent         |
| États-Unis    | Or             |

## Dates d'envoi en radio et historique des sorties
| Pays        | Date              | Format                    |
| ----------- | ----------------- | ------------------------- |
| Australie   | 12 septembre 2011 | Radios hits contemporains |
| Italie      | 28 octobre 2011   | Radios hits contemporains |
| Royaume-Uni | 9 novembre 2011   | Radio mainstream          |
| Royaume-Uni | 10 novembre 2011  | Radio urbaine             |